# Casa Pau Feliu
La Casa Pau Feliu és un edifici del municipi de Vilafranca del Penedès (Alt Penedès) protegit com a bé cultural d'interès local. La casa està situada en la zona d'eixample vuitcentista urbanitzada a partir de l'enderrocament de la medieval Muralla de Vilafranca del Penedès.
És un edifici entre mitgeres i de cinc crugies. Les tres crugies centrals presenten soterrani, planta baixa, dos pisos i terrat amb torratxa. Les dues laterals amb planta baixa, un pis i terrat. La distribució de la façana presenta una composició simètrica. El llenguatge arquitectònic emprat és l'eclecticisme vuitcentista.